# سام روسکو
سام روسکو (انگلیسی: Sam Roscoe؛ زادهٔ ۱۶ ژوئن ۱۹۹۸) بازیکن فوتبال است.
از باشگاه‌هایی که در آن بازی کرده‌است می‌توان به باشگاه فوتبال الوآ اتلتیک اشاره کرد.